# آن ديغول
آن ديغول هي الابنة الصغرى للجنرال شارل ديغول وزوجته إيفون. ولدت في ترير بألمانيا، حيث كان والدها متمركزًا مع جيش الاحتلال في راينلاند.
عانت من متلازمة داون منذ ولادتها، وعاشت مع عائلتها حتى وفاتها في سن العشرين. شهد أقارب ديغول جميعًا أن الجنرال، الذي كان عادةً يتجنب إظهار عواطفه تجاه أسرته، كان أكثر انفتاحًا مع ابنته هذه، فكان يسليها بالأغاني والرقصات والتمثيل الإيمائي.